# لامار هوفر
لامار هوفر (بالإنجليزية: Lamar Hoover)‏ هو مدرب كرة سلة أمريكي، ولد في 27 فبراير 1887 في كامبريدج في الولايات المتحدة، وتوفي في 18 ديسمبر 1944 في أوكلاهوما سيتي في الولايات المتحدة.